# Sarrouilles
Sarrouilles é uma comuna francesa na região administrativa de Occitânia, no departamento dos Altos Pirenéus. Estende-se por uma área de 4,21 km². Em 2010 a comuna tinha 541 habitantes (densidade: 128,5 hab./km²).